# Jason Brown (Eiskunstläufer)
Jason Brown (* 15. Dezember 1994 in Los Angeles, Kalifornien) ist ein US-amerikanischer Eiskunstläufer, der im Einzellauf startet. Er ist der US-amerikanische Meister von 2015 und vertrat die USA bei den Olympischen Winterspielen 2014 und 2022.

## Karriere

### Anfänge

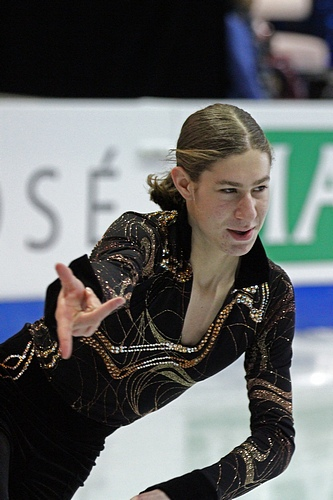
Jason Brown beim Junior-Grand-Prix-Finale 2011

Jason Brown begann im Alter von dreieinhalb Jahren mit dem Eiskunstlauf gemeinsam mit seiner älteren Schwester. Mit fünf Jahren begann er, bei Kori Ade zu trainieren, die für die nächsten 18 Jahre seine Trainerin blieb. Von 2004 bis 2006 trat er zusammen mit Thea Milburn im Paarlauf an, blieb am letztlich beim Einzellauf.
2010 wurde Jason Brown US-amerikanischer Juniorenmeister. Bei seiner ersten Teilnahme an den US-amerikanische Meisterschaften im selben Jahr erreichte er den 9. Platz.
2011 trat Brown zum ersten Mal bei den Juniorenweltmeisterschaften an und wurde Siebter. In den folgenden Jahren gewann er eine Bronzemedaille (2012) und eine Silbermedaille (2013) bei den Juniorenweltmeisterschaften.
Im ISU-Junior-Grand-Prix gewann Jason Brown zwischen 2010 und 2012 drei Silbermedaillen und drei Goldmedaillen. Er qualifizierte sich zweimal für das Finale, das er im Jahr 2011 gewann.
Browns Trainerin arbeitete mit dem Choreografen Rohene Ward zusammen, mit dem Jason Brown schon als Kind seine Choreografien einübte. Daraus erwuchs eine langjährige Zusammenarbeit mit Ward, der seitdem für Brown sämtliche Kurzprogramme und zahlreiche Kür- und Galaprogramme erstellte.

### 2013/14: Internationales Debüt und erste Olympische Spiele

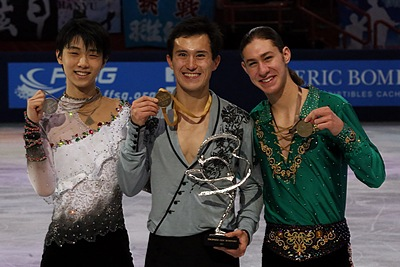
Jason Brown (rechts) bei der Trophée Eric Bompard 2013 mit Patrick Chan (Mitte) und Yuzuru Hanyū (links)

Vor Beginn seiner ersten Saison im internationalen Wettbewerb der Erwachsenen – Brown hatte gerade die Schule beendet – zog er mit seiner Trainerin Kori Ade nach Monument (Colorado). Er trat in dieser Saison mit einem Kurzprogramm zu The Question of U von Prince und einer Kür zu Reel Around the Sun aus Bill Whelans Tanzshow Riverdance an, beide choreografiert von Rohene Ward. Bei seinem ersten Wettbewerb, der Nebelhorn Trophy 2013, gewann er die Silbermedaille. Als Medaillengewinner der letzten Juniorenweltmeisterschaften erhielt Brown eine Einladung in die ISU-Grand-Prix-Serie 2013/14; als Nachrücker für Evan Lysacek, der wegen einer Verletzung zurückzog, durfte er noch einen zweiten Wettbewerb bestreiten. Er belegte bei Skate America den 5. Platz und gewann bei der Trophée Eric Bompard die Bronzemedaille.
Ein Video seiner Riverdance-Kür bei den US-Meisterschaften verbreitete sich viral im Internet und wurde über dreieinhalb Millionen Mal angesehen. Brown gewann bei dieser Meisterschaft die Silbermedaille hinter Jeremy Abbott und vor Max Aaron. Er durfte daraufhin sein Land bei den Olympischen Winterspielen 2014 in Sotschi vertreten. Sein olympisches Debüt im Einzellauf beendete er auf dem neunten Rang. Im Teamwettbewerb, den er mit Jeremy Abbott, Ashley Wagner, Gracie Gold, Marissa Castelli/Simon Shnapir und Meryl Davis/Charlie White bestritt, lief er die Kür und trug zur Bronzemedaille des amerikanischen Teams bei.

### 2014 bis 2018

#### Saison 2014/15
In der Grand-Prix-Serie 2014/15 erreichte Brown in der Grand-Prix-Serie einen zweiten und einen fünften Platz. Er platzierte sich als Siebter in der Gesamtwertung und verpasste damit knapp die Qualifikation für das Finale. Im Jahr 2015 wurde Brown US-Meister. Er debütierte anschließend bei den Vier-Kontinente-Meisterschaften und den Weltmeisterschaften und belegte dabei den sechsten bzw. vierten Platz. Als Mitglied des US-Teams gewann er die World Team Trophy.

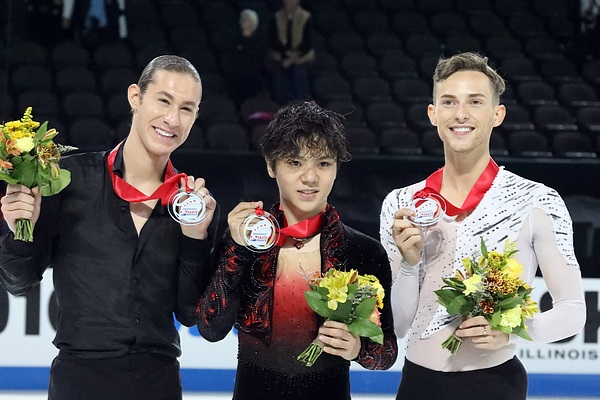
Jason Brown (links) mit Shōma Uno (Mitte) und Adam Rippon (rechts) bei Skate America 2016

#### Saison 2015/16
Die Grand-Prix-Serie 2015/16 begann für Brown mit einer Bronzemedaille bei Skate America. Von der NHK Trophy musste er sich aber wegen einer Rückenverletzung zurückziehen. Auch bei den US-Meisterschaften konnte er nicht antreten, um seinen Titel zu verteidigen.

#### Saison 2016/17
In der Grand-Prix-Serie 2016/17 erreichte Jason Brown bei Skate America den zweiten Platz hinter dem Japaner Shōma Uno; beim Cup of Russia wurde er Fünfter. Ende des Jahres 2015 war Brown erneut verletzt, diesmal hatte er eine Stressfraktur des Wadenbeins erlitten. Obwohl er sich noch nicht vollkommen erholt hatte, trat er im Januar bei den US-amerikanischen Meisterschaften an und gewann die Bronzemedaille. Er wurde erneut für die Vier-Kontinente-Meisterschaften und die Weltmeisterschaften ausgewählt, an denen er in der vorangegangenen Saison nicht teilgenommen hatte. Bei Ersteren wurde er Sechster, bei den Weltmeisterschaften 2017 Siebter. Er nahm erneut an der World Team Trophy teil, wo sein Team die Bronzemedaille gewann.

#### Saison 2017/18
Für die folgende Saison erarbeiteten Brown und Rohene Ward ein neues Kurzprogramm zu The Room Where It Happens aus Lin-Manuel Mirandas Musical Hamilton und eine Kür zu Inner Love von Maxime Rodriguez. Die Saison begann für Jason Brown mit Erfolgen in der Grand-Prix-Serie 2017/18, in der er sich zum ersten Mal für das Finale qualifizierte. Im Finale belegte er Platz 6. Bei den nationalen Meisterschaften, die 2018 in San José stattfanden, wurde Brown nur Sechster. Er wurde angesichts dieses Ergebnisses nicht für das US-amerikanische Team für die Olympischen Winterspiele 2018 ausgewählt, das stattdessen aus Nathan Chen, Adam Rippon und Vincent Zhou bestand; Jason Brown wurde als erster Nachrücker benannt, kam in dieser Rolle aber nicht zum Einsatz. Er beschrieb diesen Moment später als die größte Enttäuschung seines Lebens, aber auch als einen Anlass, seine Herangehensweise an seine Karriere neu zu definieren. An den Weltmeisterschaften 2018 hätte Brown als Nachrücker teilnehmen können, nachdem Adam Rippon seine Teilnahme abgesagt hatte, entschied sich jedoch dagegen, um Erholung und seiner psychischen Gesundheit den Vorzug zu geben.

### 2018 bis 2022: Wechsel nach Kanada und zweite Olympische Spiele

#### Saison 2018/19

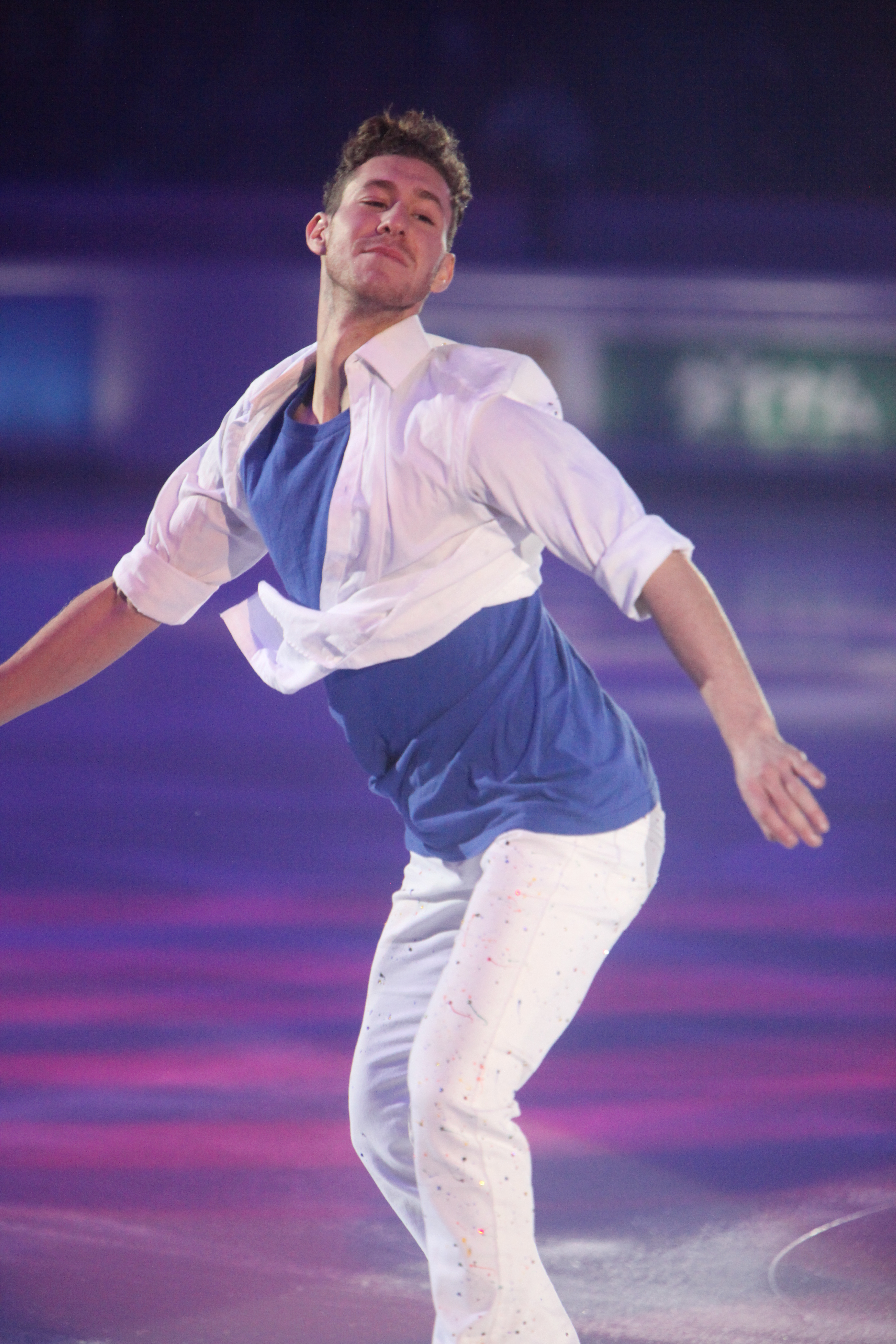
Jason Brown bei der Gala des Grand Prix de France 2018

Vor Beginn der Saison 2018/19 gab Brown bekannt, von nun an in Toronto im Toronto Cricket, Skating and Curling Club zu trainieren. Schon während der vergangenen Saison hatte Brown einen Wechsel erwogen und verschiedene Trainingsstandorte besucht, bevor er sich für Toronto entschied. Nachdem er seit seinen ersten Schritten im Eiskunstlauf mit einer einzigen Trainerin, Kori Ade, zusammengearbeitet hatte, trainierte er nun erstmals bei einem Trainingsteam, zu dem neben Brian Orser und Tracy Wilson auch Karen Preston, Lee Barkell und der Choreograf David Wilson gehören. Von seiner früheren Trainerin trennte er sich freundschaftlich. Wilson choreografierte von da an Browns Kürprogramme, in seiner ersten Saison zu einem Simon-&-Garfunkel-Medley. Für seine Kurzprogramme setzte Brown seine Zusammenarbeit mit Rohene Ward fort. Sein neues Kurzprogramm zu Love is a Bitch von Two Feet bezeichnete Brown scherzhaft als eine passiv-aggressive Art, seine Enttäuschungen des letzten Jahres zu verarbeiten.
Seine erste Saison unter dem neuen Trainingsteam erbrachte erste gute Ergebnisse: Brown gewann in einem seiner Grand-Prix-Wettbewerbe eine Silbermedaille und belegte im anderen den sechsten Platz. Bei den US-Meisterschaften gewann er die Bronzemedaille, bei den Vier-Kontinente-Meisterschaften wurde er Fünfter. Bei den Weltmeisterschaften 2019 in Saitama lag Brown nach dem Kurzprogramm mit einer persönlichen Bestleistung auf dem zweiten Platz hinter Nathan Chen und vor seinem neuen Trainingskollegen Yuzuru Hanyū. Nach einer fehlerreichen Kür fiel er jedoch in der Gesamtwertung auf den 9. Platz. Insgesamt zeigte sich Brown zufrieden mit dem Verlauf der Saison und stolz auf seine Fortschritte.

#### Saison 2019/20

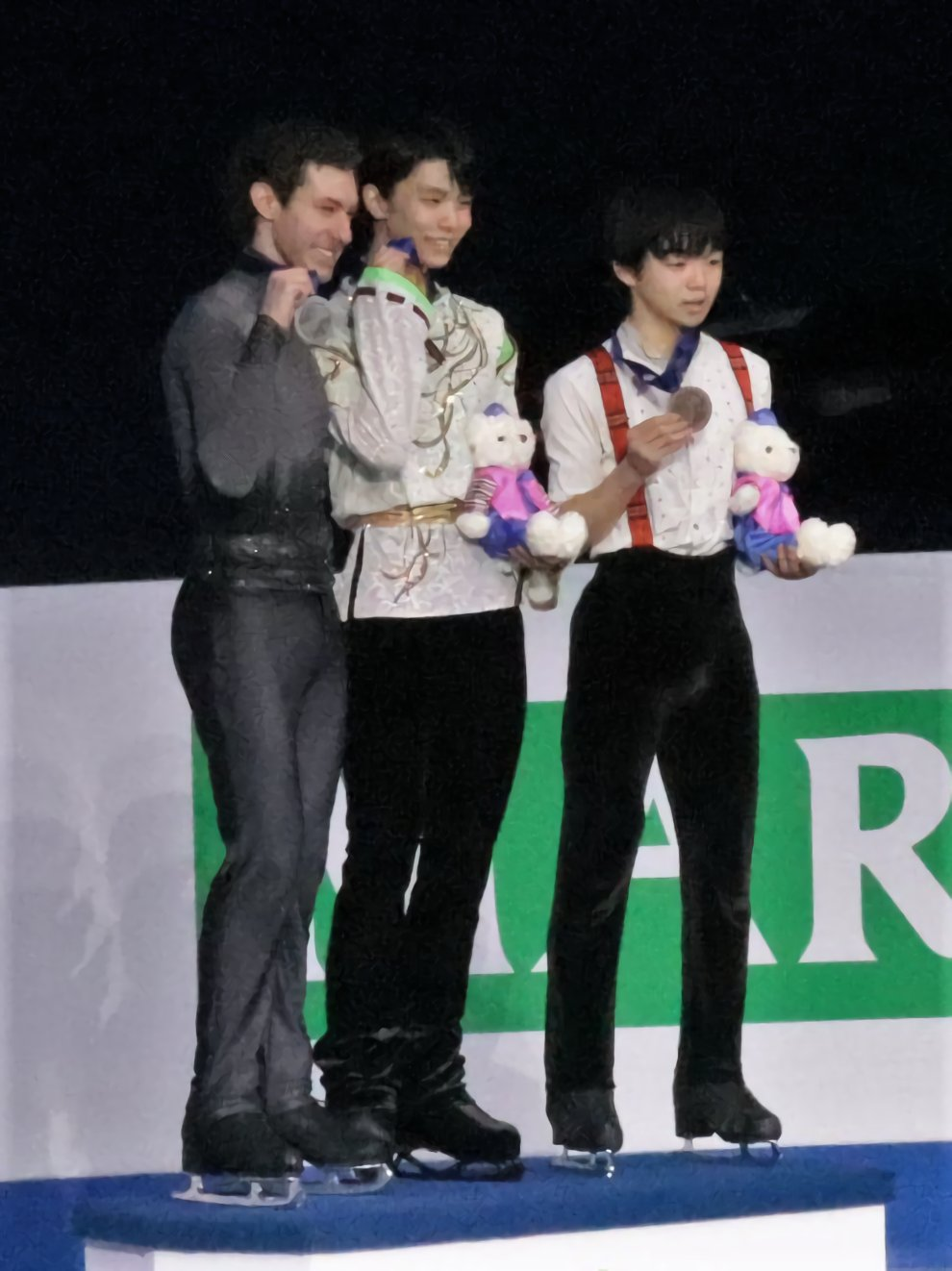
Jason Brown (links) mit Yuzuru Hanyū (Mitte) und Yūma Kagiyama (rechts) bei den Vier-Kontinente-Meisterschaften 2020

Zu Beginn der Saison 2019/20 war Jason Brown in einen Autounfall verwickelt, bei dem er ein Schleudertrauma und eine Gehirnerschütterung erlitt. Er konnte deshalb für einige Monate keine Pirouetten trainieren. Trotz dieses Rückschlags trat er zur Grand-Prix-Serie 2019/20 wieder in den Wettbewerb ein, nachdem er seine ersten Wettbewerbe der Saison abgesagt hatte. Er belegte in seinen beiden Wettbewerben einen 2. und einen 5. Platz. Kurz darauf gewann er die Goldmedaille beim Golden Spin of Zagreb. Bei den US-Meisterschaften versuchte Brown einen vierfachen Toeloop, den er jedoch unterrotierte; abgesehen von diesem Versuch erhielt er für alle Elemente hohe Punktzahlen und platzierte sich als Zweiter hinter Nathan Chen. Auch bei den Vier-Kontinente-Meisterschaften gelang ihm sein Vierfachsprung nicht. Ungeachtet dessen erreichte er den 2. Platz hinter Yuzuru Hanyū und vor zahlreichen Mitbewerbern mit Vierfachsprüngen in ihrem Repertoire. Dass er zum ersten Mal unmittelbar nach Yuzuru Hanyū laufen musste, habe Brown nicht als einschüchternd empfunden, sondern von seiner Unterstützung und der Energie, die Hanyu im Publikum erzeugt habe, profitiert. Für die Weltmeisterschaften 2020 war Jason Brown angemeldet, der Wettbewerb wurde aber aufgrund der COVID-19-Pandemie abgesagt.
Brown trat in dieser Saison mit einem Kurzprogramm zu I Can’t Go On Without You der isländischen Band Kaleo, choreografiert von Rohene Ward, und einer Kür zur Musik des Films Schindlers Liste, choreografiert von David Wilson, an. Zu seiner Wahl von Schindlers Liste sagte Brown, er habe schon lange zu dieser Musik laufen wollen, zu der er eine tiefe Verbindung spüre. Er habe aber warten wollen, bis er die dafür nötige Reife erreicht habe. Das Programm wurde über den Eiskunstlauf hinaus insbesondere in jüdischen und israelischen Medien beachtet. Dabei wurde die Entscheidung, den Holocaust zum Thema einer Eiskunstlauf-Performance zu machen, zuweilen kritisch diskutiert, das Programm aber auch gewürdigt als eines der wenigen, wenn nicht das einzige Eiskunstlauf-Programm, das diesem Thema gerecht werde.

#### Saison 2020/21
Auch in der folgenden Saison fielen zahlreiche Wettbewerbe aus, sodass Brown erst mit den US-Meisterschaften 2021 in die Saison einstieg. Er wurde dort Dritter hinter Nathan Chen und Vincent Zhou und wurde für die Weltmeisterschaften 2021 benannt. Brown setzte in dieser Saison seine Bemühung um einen Vierfachsprung fort, der ihm aber weder bei den nationalen noch bei den Weltmeisterschaften gelang. Er wurde Siebter bei den Weltmeisterschaften; sein und Nathan Chens kombiniertes Ergebnis sicherte zwei sowie die Chance auf einen dritten Startplatz für die USA bei den Olympischen Winterspielen 2022.
Brown lief in dieser Saison sein Kurzprogramm zu Sinnerman, gesungen von Nina Simone. Sein Choreograf Rohene Ward gestaltete das Programm nach dem Vorbild des Tänzers Alvin Ailey. Seine Kür lief Brown zu Musik aus dem Jazzballett Slaughter On Tenth Avenue von Richard Rodgers.

#### Saison 2021/22
Für die olympische Saison 2021/22 beschloss Brown, mit zwei bereits bekannten Programmen anzutreten, die er beide aufgrund der eingeschränkten Wettbewerbe der vergangenen Jahre nur wenige Male vor Publikum gezeigt hatte: seinem Kurzprogramm zu Sinnerman und seiner Kür zur Musik aus dem Film Schindlers Liste. Die Wettbewerbssaison begann für Jason Brown mit einer Goldmedaille in der Finlandia Trophy. In der Grand-Prix-Serie 2021/22 erreichte er erstmals Podiumsplatzierungen in beiden Wettbewerben: Bei Skate Canada gewann er die Silbermedaille, bei den Internationaux de France die Bronzemedaille. Bei Letzterem gelang Brown zum ersten Mal im Wettbewerb ein vollständig rotierter Vierfachsprung (ein vierfacher Salchow), allerdings mit einer Landung auf beiden Füßen, weshalb der Sprung abgewertet wurde. Mit seinem Gesamtergebnis qualifizierte sich Brown zum zweiten Mal für das Grand-Prix-Finale, das allerdings aufgrund der Reisebeschränkungen wegen des Aufkommens der Omikron-Variante abgesagt wurde.
Bei den US-amerikanischen Meisterschaften 2022 belegte Brown den vierten Platz mit einem sehr geringen Abstand von 0,38 Punkten zum Drittplatzierten Vincent Zhou. Die Benennung für den dritten Platz im Olympiateam der USA – neben Vincent Zhou und Nathan Chen – entschied sich zwischen Jason Brown und dem überraschenden Silbermedaillengewinner Ilia Malinin. Der US-amerikanische Eislaufverband gab angesichts seiner stabilen Leistungen in den vergangenen Jahren Brown den Vorzug gegenüber dem noch bei den Junioren antretenden Malinin.
Für den Wettbewerb bei den Olympischen Spielen in Beijing entschied sich Brown gegen weitere Versuche eines Vierfachsprungs zugunsten eines sauberen Programms. Er ersetzte den bis dahin nie gelungenen Vierfachsprung in seiner Kür durch einen dreifachen Flip, für den er, wie auch für alle anderen Elemente, eine hohe Punktzahl im Grad der Ausführung erhielt. Mit zwei fehlerfreien Programmen und der zweithöchsten Punktzahl in den Programmkomponenten (PCS) erreichte er in beiden Segmenten sowie in der Gesamtwertung den 6. Platz. Der frühere Eiskunstläufer Johnny Weir kommentierte während der Kür: „Er erzielte 20,5 Punkte im Grad der Ausführung … das ist wie zwei Vierfachsprünge zu machen.“

### 2022/23
Nach den Olympischen Spielen 2022 verließ Jason Brown Toronto und zog zurück in die USA, anfangs nicht mit der Absicht, zum leistungssportlichen Training zurückzukehren. Er trat in einigen Eisshows in den USA und Japan auf und war Teil des nordamerikanischen Teams in dem japanischen Show-Wettbewerb Japan Open, wo er sein Kurzprogramm Melancholy von Alexey Kosenko und eine Kür zu Impossible Dream aus Der Mann von La Mancha, gesungen von Josh Groban, zeigte. Das Kurzprogramm war bereits einige Jahre zuvor von Rohene Ward für ihn choreografiert worden, aber bis dahin nicht im Wettbewerb, sondern nur als Gala-Programm zum Einsatz gekommen. Während seiner Zeit in Japan fasste Brown den Entschluss, weiter im Wettbewerb antreten zu wollen. Er verzichtete auf eine Teilnahme an der Grand-Prix-Serie, nahm aber an den US-amerikanischen Meisterschaften in San José teil. Dort belegte er den zweiten Platz hinter Ilia Malinin. Er zeigte sich sehr zufrieden, nicht nur mit seinem Ergebnis, sondern vor allem damit, dass er an der Ort seiner enttäuschenden Meisterschaft von 2018 zurückkehren und dieses Mal eine gute Leistung erbringen konnte. Gemeinsam mit Ilia Malinin und Andrew Torgashev wurde Brown für das US-amerikanische Team für die Weltmeisterschaften 2023 benannt. Mit dem 6. Platz im Kurzprogramm und dem 5. Platz in der Kür erreichte Brown insgesamt den 5. Platz. Er erzielte eine neue persönliche Bestleistung in der Kür und die höchste Punktzahl in den Programmkomponenten im Wettbewerb der Männer.
Im März 2023 trat Brown außerdem als Gast in Yuzuru Hanyūs Show Notte Stellata in Rifu auf, die an das Tōhoku-Erdbeben von 2011 erinnerte.
Seit dieser Saison ist Jason Brown auch als Choreograf tätig. Er erstellte das Kurzprogramm für den italienischen Eisläufer Daniel Grassl sowie für zahlreiche Mitglieder des peruanischen Eislaufverbands, wo er 2022 einige Zeit verbracht und Seminare gegeben hatte.

### 2023/24

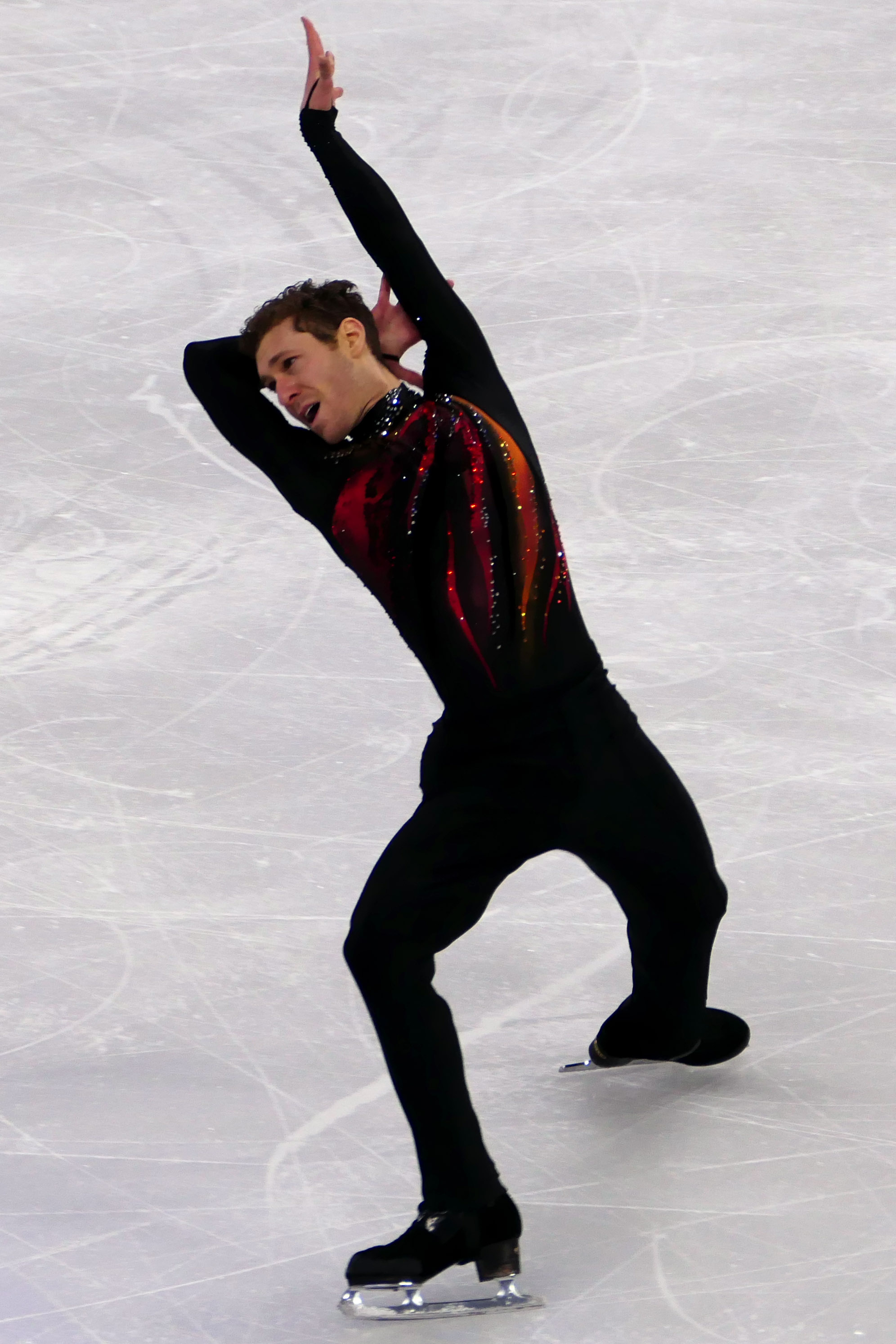
Jason Brown bei den Weltmeisterschaften 2024

2023/24 ging Brown ähnlich vor wie in der Saison zuvor. Er verzichtete auf die Grand-Prix-Serie und trat in der ersten Saisonhälfte nur in einem Wettbewerb an, dem Warsaw Cup, wo er hinter Lukas Britschgi und Mark Gorodnitsky den dritten Platz belegte. Brown trat mit zwei neuen Programmen an: Er verwendete für sein Kurzprogramm das Lied Adios von Benjamin Clementine, für seine Kür Musik aus dem Film Legend of Tarzan. Nach seinem nur mäßig erfolgreichen ersten Wettbewerbließ Brown seine neue Kür wieder fallen und kehrte zu seiner Kür vom Vorjahr zurück. Er wurde bei den US-Meisterschaften erneut Zweiter hinter Ilia Malinin. Bei den Weltmeisterschaften 2024 wurde er Fünfter.

## Eislaufstil und -technik
Jason Brown ist bekannt für seinen tänzerischen Eiskunstlaufstil und seinen künstlerischen Ausdruck. Es wird oft hervorgehoben, dass Brown nie einen positiv bewerteten Vierfachsprung gemeistert hat und dennoch konkurrenzfähig blieb in einer Zeit, in der Vierfachsprünge als essenziell für das höchste Wettbewerbslevel im Einzellauf der Männer gelten. So war Brown bei den Olympischen Spielen 2022 unter den 20 bestplatzierten Läufern der einzige, der keinen Vierfachsprung in seinem Repertoire hatte, und erreichte trotzdem den 6. Platz. Dieser Erfolg kann nicht zuletzt der Qualität und Vielfalt seiner Schritte, Übergänge und Pirouetten zugeschrieben werden. Der Sportjournalist Philip Hersh nannte Browns eiskunstläuferische Fähigkeiten „vollendet“.
Die Professional Skaters Association zeichnete Jason Brown dreimal mit dem Preis der für die beste Performance der Saison im Einzellauf der Männer aus: 2014 für seine Riverdance-Kür und 2020 und 2021 für seine Kurzprogramme zu I Can’t Go On Without You und Sinnerman.

## Persönliches
Jason Brown wuchs in Highland Park (Illinois) auf. Er besuchte die Highland Park High School, an der er 2013 seinen Schulabschluss machte. Er hat eine ältere Schwester und einen jüngeren Bruder.
Brown entstammt einer jüdischen Familie. Er feierte seine Bar Mitzwa, indem er mit seinen Gästen eine Schule renovierte. 2016 unternahm er eine Reise nach Israel mit der Organisation Birthright. Wenn Wettbewerbe während jüdischer Feiertage stattfinden, besucht er die lokale Synagoge.
Im Juni 2021 outete Brown sich als homosexuell. Er sagte später dazu, er habe in der durch die Pandemie bedingten Pause Zeit zum Reflektieren gehabt und erkannt, wie wichtig es für die LGBTQ+-Community sei, sich in allen Bereichen repräsentiert zu sehen. Ihm selbst habe es nie an queeren Vorbildern gemangelt, auch innerhalb seiner eigenen Familie, die ihn stets unterstützt habe. Diejenigen, die ein solches Glück nicht haben, wolle er seiner Unterstützung versichern. Von seinem Team und seinen Fans habe er unzählige unterstützende Botschaften erhalten.
Brown studiert Kommunikationswissenschaft an der University of Colorado Colorado Springs.
Er unterstützt die McDonald’s Kinderhilfe mit Fundraising-Kampagnen. Ihre Einrichtungen erhalten außerdem die zahlreichen Stofftiere, die Fans für ihn nach seinen Auftritten auf das Eis werfen.

## Ergebnisse
| Meisterschaft/Jahr               | 2011  | 2012  | 2013  | 2014  | 2015  | 2016  | 2017  | 2018  | 2019  | 2020  | 2021  | 2022  | 2023  | 2024  |
| -------------------------------- | ----- | ----- | ----- | ----- | ----- | ----- | ----- | ----- | ----- | ----- | ----- | ----- | ----- | ----- |
| Olympische Winterspiele          |       |       |       | 9.    |       |       |       |       |       |       |       | 6.    |       |       |
| Weltmeisterschaften              |       |       |       |       | 4.    |       | 7.    |       | 9.    |       | 7.    |       | 5.    | 5.    |
| Vier-Kontinente-Meisterschaften  |       |       |       |       | 6.    |       | 6.    | 3.    | 5.    | 2.    |       |       |       |       |
| Juniorenweltmeisterschaften      | 7.    | 3.    | 2.    |       |       |       |       |       |       |       |       |       |       |       |
| US-amerikanische Meisterschaften | 9.    | 9.    | 8.    | 2.    | 1.    | Z     | 3.    | 6.    | 3.    | 2.    | 3.    | 4.    | 2.    | 2.    |
| Grand-Prix-Wettbewerb / Saison   | 10/11 | 11/12 | 12/13 | 13/14 | 14/15 | 15/16 | 16/17 | 17/18 | 18/19 | 19/20 | 20/21 | 21/22 | 22/23 | 23/24 |
| Grand-Prix-Finale                |       |       |       |       |       |       |       | 6.    |       |       |       |       |       |       |
| Skate America                    |       |       |       | 5.    | 2.    | 3.    | 2.    |       |       | 2.    |       |       |       |       |
| Skate Canada                     |       |       |       |       |       |       |       | 2.    | 6.    |       |       | 2.    |       |       |
| Cup of Russia                    |       |       |       |       | 5.    |       |       |       |       |       |       |       |       |       |
| Trophée Eric Bompard             |       |       |       | 3.    |       |       |       |       | 2.    |       |       | 3.    |       |       |
| NHK Trophy                       |       |       |       |       |       | Z     | 7.    | 4.    |       | 5.    |       |       |       |       |
| Team-Wettbewerb / Saison         | 10/11 | 11/12 | 12/13 | 13/14 | 14/15 | 15/16 | 16/17 | 17/18 | 18/19 | 19/20 | 20/21 | 21/22 | 22/23 |       |
| Olympische Winterspiele          |       |       |       | 3.    |       |       |       |       |       |       |       |       |       |       |
| World Team Trophy                |       |       |       |       | 1.    |       | 3.    |       |       |       |       |       |       |       |